# Lerums kyrka
Lerums kyrka är en kyrkobyggnad i Lerum. Den tillhör Lerums församling i Göteborgs stift. 

## Historia
Platsen för kyrkan, på en höjd i Säveåns dalgång, har varit densamma sedan tidig medeltid. Fram till 1680 stod där med stor sannolikhet en träkyrka, men då ätten Lillie af Aspenäs åtta år tidigare uppförde ett murat gravkor åt Johan Lillie valde socknen att också bygga sig en ny kyrka i sten.

## Kyrkobyggnaden
Dagens kyrka invigdes 1687. Den är byggd kring ett gravkor från 1671, som kom att bli en del av kyrkans kor i öster och ett långhus i väster från 1681. 
Vid en stor ombyggnation 1899–1900 efter ritningar av arkitekt Eugen Thorburn tillkom korsarmar på långhusets syd- och nordsida och sakristia. Samtidigt byggdes en ovanlig takryttare med både lökkupol och spira. Ytterligare restaurering utfördes 1931 och 1947 under ledning av Axel Forssén

## Takmålningar

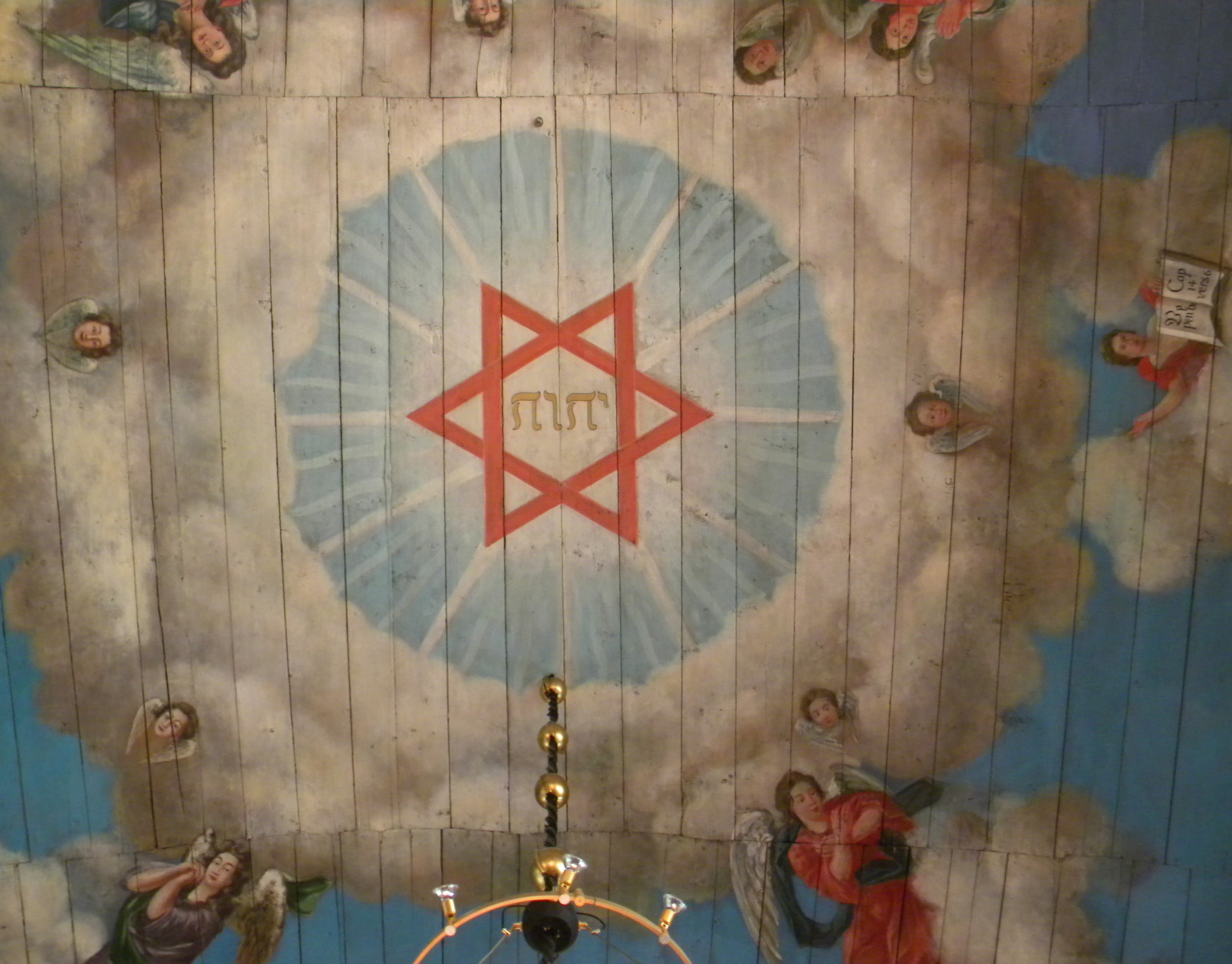
Takmålning: Änglar runt en sexuddig stjärna. Till stor del ommålad av Callmander 1900.

Takmålningarna i långhuset var utförda 1750 av Christian Drab och utgör hans enda kända kyrkomålning. Vid tillbyggnaden med det nya tvärskeppet fick Reinhold Callmander 1900 uppdraget att dekorera detta i samma stil som den befintliga äldre takmålningen. Efter skador i takets puts ommålades alla tak i modernare stil. Man önskade återställa målningarna vid renoveringen 1947, men de var så skadade att det fick vara kvar. Idag kan man endast se Drabs arbete över koret, där man ser en skildring av Det nya Jerusalem.

## Inventarier
- Två skulpturer från 1400-talet, placerade vid norra långväggen.
- Korbänkar och predikstol är från 1700-talet.
- Altarprydnaden är ett förgyllt kors från 1826.
- Altartavlan utfördes 1900 av Anna Virgin.
- Reinhold Callmander utförde målningar på läktarböstningen 1900.

## Orgel
Kyrkan har en orgel från 1983 byggd av Robert Gustavsson Orgelbyggeri med arton stämmor fördelade på två manualer och pedal. Det har tidigare funnits tre orgal, byggda 1811-1813, 1900 respektive 1931.